# Университет для иностранцев в Сиене
Сиенский университет для иностранцев (итал. Università per stranieri di Siena, сокращенно UniStraSi) — итальянский государственный университет, учреждённый законом от 17 февраля 1992 года. Своими корнями университет уходит в Школу итальянского языка для иностранцев (Scuola di Lingua Italiana per Stranieri), которая была открыта в Сиене 1 августа 1917 года и которая, является первоначальным ядром университета.
Это один из трёх исторически иностранных университетов Италии, наряду с Университетом для иностранцев в Перудже (ит.) и Университетом для иностранцев «Данте Алигьери» (ит.) в Реджо-ди-Калабрии.

## История

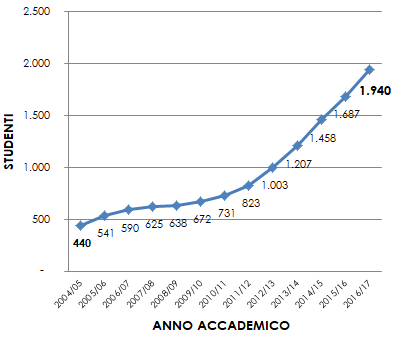
Количество студентов, обучавшихся в университете в 2004—2016 годах

Университет для иностранцев унаследовал многовековую традицию преподавания итальянского языка, которая в городе Сиена зародилась ещё в 1588 году, когда герцог Фердинандо I учредил первую кафедру Тосканской фавеллы (1588) для поддержки немецких студентов.
Университет был основан как школа итальянского языка и культуры для иностранцев в 1917 году. В 1992 году он был признан законом как университет и открыт для приёма итальянцев.
Сегодня университет занимается преподаванием и распространением итальянской культуры, изучением итальянского языка в контакте с другими языками и подготовкой преподавателей итальянского языка как иностранного. UniStraSi присуждает степени бакалавра, магистра и доктора философии итальянским и иностранным студентам. А также организует курсы итальянского языка и культуры для иностранных студентов.
В помещениях, переведённых в 2008 году из исторического здания на Виа ди Пантането в современное линейное здание рядом с железнодорожным вокзалом Сиены, помимо аудиторий и административных помещений, находятся библиотека и актовый зал.

### Состав
До 2012 года университет состоял из факультета и двух кафедр. После реформы Джельмини (ит.) и вступления в силу нового устава факультет и кафедры объединились в Департамент преподавания и исследований университета (DADR), который с 2021 года называется Департаментом гуманитарных наук (DiSU).

## Ректоры
- 1992—1996: Мауро Барни (ит.)
- 1996—2004: Пьетро Трифоне
- 2004—2013: Массимо Ведовелли
- 2013—2015: Моника Барни
- 2015—2021: Пьетро Катальди (ит.)
- 2021 — настоящее время: Томазо Монтанари (ит.)